# Cuchilla Alta
Cuchilla Alta ist eine Ortschaft in Uruguay.

## Geographie
Cuchilla Alta befindet sich auf dem Gebiet des Departamento Canelones in dessen Sektor 8. Der Ort liegt an der Küste des Río de la Plata zwischen dem östlich angrenzenden El Galeón und dem westlich anschließenden Biarritz. In wenigen Kilometern Entfernung im nördlich Hinterland von Cuchilla Alta entspringt der Arroyo Junquito, ein linksseitiger Nebenfluss des Arroyo de la Coronilla.

## Infrastruktur
Der Ort liegt an der Ruta Interbalnearia an deren Kilometerpunkt 73, an deren Kreuzung mit der Ruta 70.

## Einwohner
Die Einwohnerzahl von Cuchilla Alta beträgt 527 (Stand: 2011).
| Jahr | Einwohner |
| ---- | --------- |
| 1963 | 148       |
| 1975 | 206       |
| 1985 | 297       |
| 1996 | 404       |
| 2004 | 435       |
| 2011 | 527       |

Quelle: Instituto Nacional de Estadística de Uruguay